# Isabella Mattocks
Pour les articles homonymes, voir Mattocks.
Isabella Mattocks, née en 1746 et morte le 25 juin 1826, est une actrice et chanteuse britannique.

## Biographie
Isabella Mattocks naît en 1746 au 3 Lambeth Street, Whitechapel à Londres, elle est baptisée le 25 mai à St Mary, Whitechapel. Plus jeune des quatre enfants, elle est la fille de Lewis Hallam (en) et de son épouse, Sarah Hallam (morte en 1774).
En 1752, son père endetté s'enfuit pour devenir directeur de théâtre en Amérique et elle est élevée par sa tante, l'actrice Mme Barrington. Très jeune, elle monte sur scène et fait ses débuts d'actrice "adulte" en tant que Juliette à Covent Garden en 1761.
Elle meurt le 25 juin 1826 à Kensington.